# 그리스도 중심적
그리스도 중심적(Christocentric)이란 삼위일체의 3위인 성부와 성자와 성령 하나님 안에서 제 2위이신 예수 그리스도를 강조하는 신학적 주장을 서술하는 기독교의 교리 용어이다. 그리스도 중심적 신학은 다른 신학적 관점이나 교리를 전적으로 그리스도를 향하게하여 오직 그리스로를 중심적 주제로 만든다. 어거스틴이나 다소의 바울도 그리스도 중심적 가르침을 보여주었다. 구원의 과정에서 그리스도의 인격에 대한 큰 강조에서 나타나며 서구 기독교에 큰 영향을 주었다. 루터란 전통에서도 그리스도 중심적 신학은 잘 나타난다. 이와는 달리 칼뱅주의 혹은 개혁주의 전통에서는 하나님 중심적 신학이 나타나며 하나님의 주권(성부 하나님)이 중심적으로 위치를 차지한다. 그리스도 중심적이란 용어는 성서 해석학에서도 중요한 원리이며 종교 개혁가들에 의해서 애용되었다.

## 같이 보기
- 그리스도론
- 성서 해석학